# Пројекције становништва
Пројекције становништва, у демографији, је одређивање величине популације. У односу на одређивање цензуса, које се своди на сакупљање података, пројекције углавном укључују математичке моделе који су засновани на постојећим подацима владиних организација.
За израду популационих пројекција се користе математички и аналитички методи. Математичке пројекције рачунају само укупно становништво и за краће временске периоде дају добре резултате, док аналитичке пројекције рачунају становништво по старосно-полним групама и могу се користити и за дуже периоде јер дају прихватљиве резултате.
Већина пријекција се ради у више варијанти (најчешће зависно од ниво наталитета) па тако имамо: ниску варијанту, високу, средњу, средње ниску итд. Миграције се, због немогућности тачног превиђања, неретко искључују из пројекција. Пројекције су важне за демографска истраживања, али и за сва друштвено-економска предвиђања и могу се на пример за потребе маркетинга радити за предвиђања броја домаћинстава који детерминише потрошњу, такође се могу радити пројекције броја школо-обавезног дела становништва, величине радне снаге...
Већина потенцијалних родитеља за следеће две деценије је већ рођена, тако да за тај временски период можемо урадити прилично прецизна пројицирања. Популационе пројекције које се раде за дуже периоде, су мање вероватне. После 2 деценије неизвесност у вези демографске величине популације и осталих карактеристика људског друштва ће се знатно разликовати, чинећи ове пројекције спекулативним.
Популациони модел из 2000. године прогнозира да ће светско становништво са 6,1 милијарди из 2000. године порасти на 7,9 милијарди 2025. године и 9,3 милијарди 2050. године. Висока и ниска пројекција за 2025 су 8.4 и 7,5 милијарди респективно. Просечна светска општа стопа наталитета је пројектована да падне са нивоа из 1990. године од 26 ‰, на 22‰ 2000. године и на 17.6 ‰ 2025. године (одговарајући притом и опадању стопе укупног фертилитета са 3.3 1990. године на 2.4 деце по жени 2025. године). Због повећања становништва у вишим старосним групама које одликује висок морталитет, светска општа стопа морталитета ће опасти незнатно са 9‰ 1990. године на 8.4‰ 2025. год. Просечно светско очекивано трајање живота ће се попети са 65 година колико је износило 1990. године на 71.3 године 2025. године.